# Pražský svaz
Pražský svaz nebo také pražský městský svaz či pražané bylo husitské uskupení měst a šlechty, které vzniklo na jaře roku 1421, kdy Jan Žižka z Trocnova spolu s pražany ovládl řadu měst ve východních Čechách. Pražský svaz se rozpadl poté, co vojensky vystoupil proti Janu Žižkovi a byl jím 7. června 1424 rozdrcen v bitvě u Malešova. Nejvýznamnějšími osobnostmi pražského svazu byli kazatel Jan Želivský a hejtman Diviš Bořek z Miletínka. Centrem svazu byla města Staré a Nové Město pražské.

## Historie

### Počátky husitství v Praze

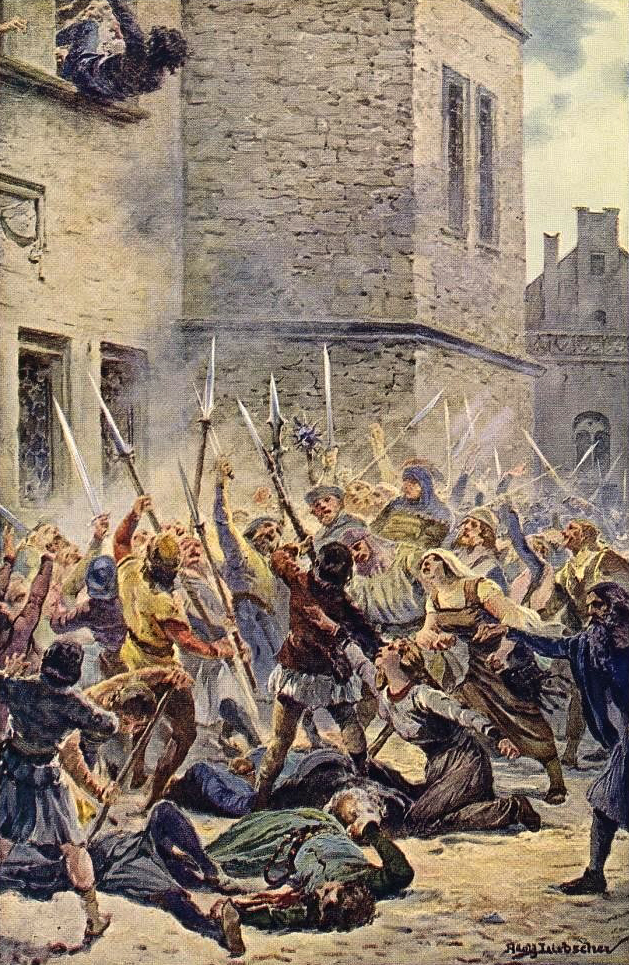
První pražská defenestrace na obraze Adolfa Liebschera

Praha se jako město, kde kázali první husitští kněží a kde sídlila Karlova universita, stala prvním centrem husitského hnutí v Českých zemích. Poté, co do Čech přišla zpráva o upálení mistra Jana Husa, získal ve městě velkou oblibu (především mezi městskou chudinou) radikální kněz Jan Želivský. Král Václav IV. dosadil po nátlaku svého bratra Zikmunda 6. července 1419 na novoměstskou radnici nové konšely, kteří ostře vystoupili proti husitům ve městě. To vedlo v Praze k bouři nevole a rozhořčený dav vedený Želivským vtrhl na radnici a usmrtil konšely vyhozením z oken. Král Václav, poté co se dozvídá o těchto znepokojujících zprávách, umírá 16. srpna raněn mrtvicí na svém hrádku u Kunratic. Hlavní město, do kterého se z celé země hrnou husité, zachvacuje bezvládí a propuká v něm vlna obrazoborectví, jemuž padnou za oběť mnohé pražské kostely a kláštery. Vdova, královna Žofie spolu s předními českými pány uzavírá spolek na obranu země, který měl chránit pokoj v zemi do příjezdu Václavova bratra Zikmunda. K tomuto spolku se připojuje i Staré město pražské. Venkovští husité vedení Janem Žižkou a Břeňkem Švihovským na protest proti tomuto usmíření Prahy se Zikmundem opouštějí na konci roku 1419 hlavní město a míří do Plzně. Poté, co jednání mezi Zikmundem a husity z Čech ztroskotají na zemském sněmu v Brně, odjíždí Zikmund do Vratislavi, kde je 17. března 1420 papežským legátem vyhlášena první křížová výprava proti husitům.

### První křížová výprava
Římský a uherský král Zikmund Lucemburský se v čele 30 000 vojáků vydal podrobit si vzpurné Čechy. Křižácká vojska zamířila z Vratislavi do Čech přes Kladsko, bez boje obsadila Hradec Králové a směřovala ku Praze. Nejvyšší pražský purkrabí Čeněk z Vartemberka přechází na královu stranu a vydává mu Pražský hrad. Poslední pokus o dohodu mezi Prahou a Zikmundem v Kutné Hoře skončí nezdarem a tak hlavní město povolává na pomoc venkovské husity, především Žižkovy tábory, východočeské orebity, ale také husity z Loun, Žatce a Slaného. Na počátku července jsou v Praze vydány Čtyři artikuly pražské, v nichž je shrnut program pražské a táborské strany. Pražská města jsou obklíčena křižáckým vojskem a Zikmund, na jehož straně jsou také posádky Pražského hradu a Vyšehradu slavnostně vjíždí na Pražský hrad. 14. července dochází k bitvě na Vítkově, v níž jsou křižáci odraženi při pokusu o obsazení strategického vrchu Vítkova. Zikmund se nechává narychlo korunovat arcibiskupem Konrádem z Vechty na českého krále a opouští město. Křižácké vojsko se bez dalších bojů rozchází a křížová výprava končí. Zikmund Lucemburský nebyl po své korunovaci převážně husitskou většinou národa přijat za krále. Poté, co jsou katolíci poraženi, dochází mezi tábory a pražany k rozporům a táboři hlavní město opouštějí.

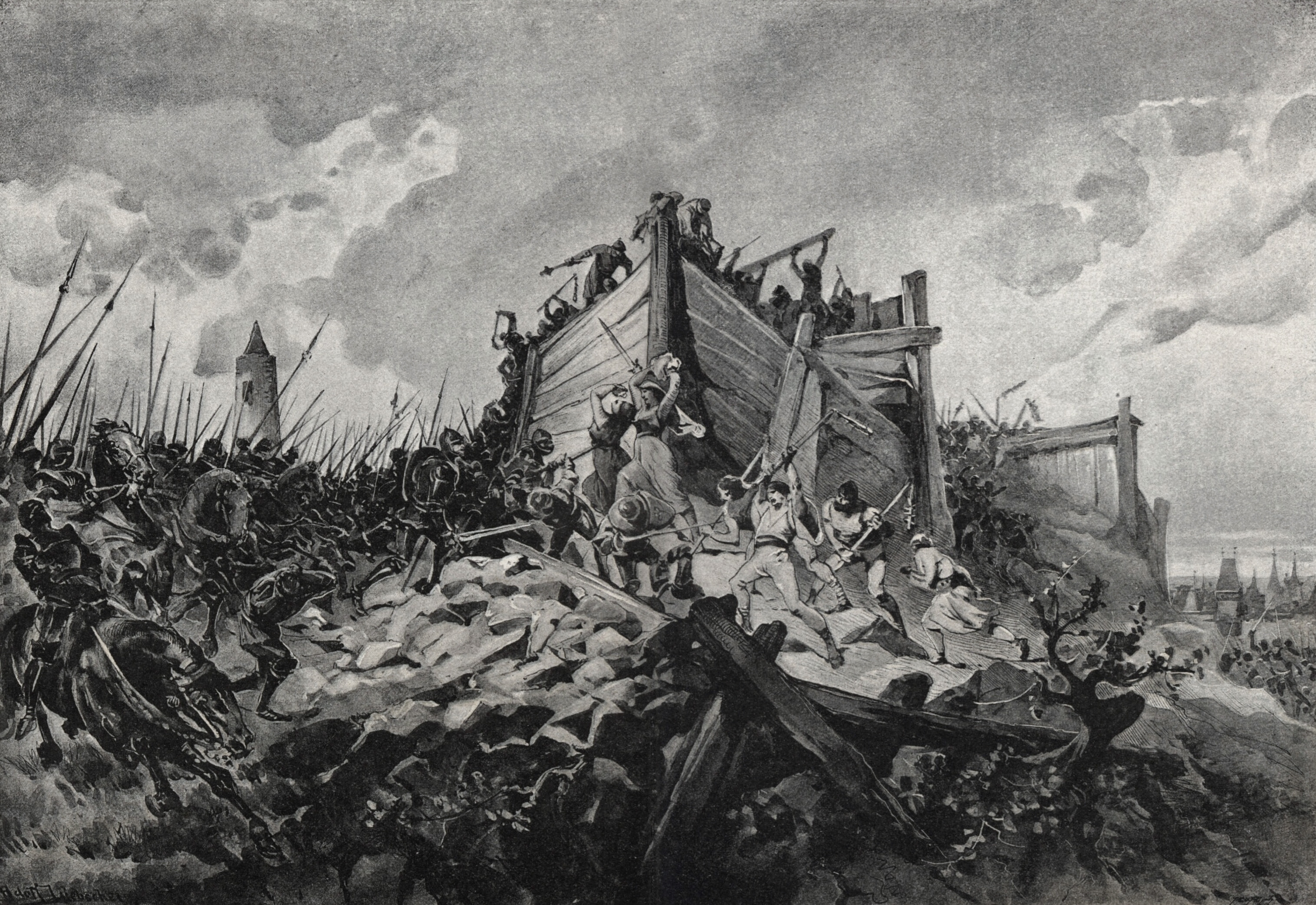
Bitva na hoře Vítkově od Adolfa Liebschera

### Založení pražského svazu
1. listopadu je královské vojsko drtivě poraženo pražany a jejich spojenci v bitvě pod Vyšehradem. Vyšehrad je husity vypleněn. Na jaře roku 1421 se za výrazné pomoci táborského hejtmana Jana Žižky postupně formuje pražský městský svaz. Při společném tažení s tábory obsazují pražané mnohá města ve východních Čechách. 21. dubna je mezi pražskými husity a arcibiskupem Konrádem z Vechty uzavřena dohoda, v níž se arcibiskup zavázal respektovat čtyři pražské artikuly a neuznávat krále Zikmunda. 3.-7. června se konal v Čáslavi tzv. Čáslavský sněm, na kterém byla ustanovena dočasná dvacetičlenná zemská vláda. Čtyři zástupce měla v zemské vládě právě Praha. Jan Želivský byl spolu s Janem z Příbrami zvolen rozhodčím v náboženských otázkách. Na přelomu června a července provedl radikální kněz Jan Želivský převrat na obou městských radnicích a dosazením konšelů z řad svých přívrženců ovládl obě pražská města. Pražské vojsko vedené Želivským je 6. srpna poraženo při tažení na sever v bitvě u Mostu míšeňskými žoldnéři. Jan Želivský je spolu se svými druhy 9. března 1422 zajat a popraven na Staroměstské radnici svými odpůrci. I přes velký odpor chudiny je toto konec radikálního období v Praze a k moci se dostávají umírněnější husité.

### Rozpad svazu

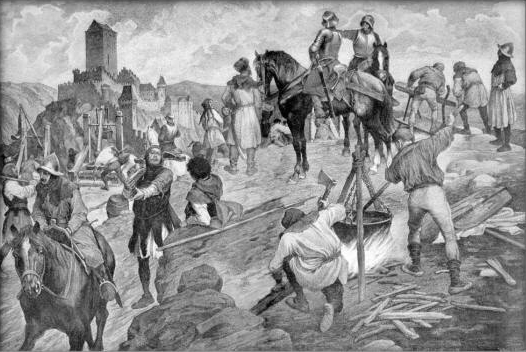
Věnceslav Černý: Pražané obléhají Karlštejn

Koncem dubna dorazil na pozvání husitských diplomatů do Českých zemí synovec litevského velkoknížete Vitolda, Zikmund Korybutovič. Litevský kníže se na druhém sněmu v Čáslavi zavázal dodržovat body čtyř pražských artikulů a byl uznán Prahou i Táborem za správce země. Vzápětí v čele pražského vojska oblehl Karlštejn. Na pomoc obléhanému hradu se braniborský kurfiřt pokusil zorganizovat křížovou výpravu, avšak pro špatné vedení a koordinaci křižácká vojska vůbec nezasáhla do bojů. Obránci Karlštejna však obléhání přečkali a pražané se museli stáhnout. Na počátku roku 1423 litevský velkokníže Vitold a polský král Vladislav II. Jagellonský uzavřeli se Zikmundem Lucemburským dohodu a Zikmund Korybutovič byl svým strýcem odvolán z Čech.

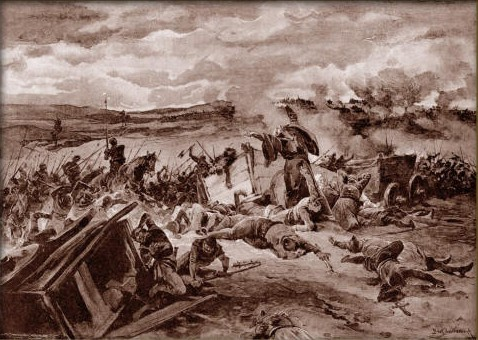
Adolf Liebscher: Bitva u Lipan

Počátkem roku 1423 se slepý táborský hejtman Jan Žižka za neznámých okolností rozešel s tábority a začal ve východních Čechách budovat nové bratrstvo, tzv. Nový nebo Menší Tábor. V rámci této snahy v červenci téhož roku, po předem připravené dohodě se stranou radikálního kněze Ambrože, ovládl Hradec Králové, který byl od návštěvy litevského knížete součástí pražského svazu. Pro tuto akci využil nepřítomnosti pražského vojska, jež se toho času nacházelo na Moravě. Po jeho urychleném návratu z markrabství se vojáci obou husitských frakcí utkali v bitvě u Strachova dvora (4. srpna), v níž dosáhly triumfu Žižkovy oddíly. V polovině října téhož roku zástupci české metropole svolali do Prahy příslušníky umírněné kališnické a katolické šlechty k tzv. svatohavelskému sněmu. Přestože usnesení přijaté na tomto rokování nikoho nejmenuje, je patrné, že bylo namířeno zejména proti Žižkovi. Pražské vojsko, jež bylo složeno z oddílů zúčastněných stran, však 7. června 1424 utrpělo výrazný neúspěch v bitvě u Malešova. O tři měsíce později přitáhl slepý hejtman k Praze, rozhodnutý s metropolity tvrdě zúčtovat. Od krveprolití jej však před pražskými branami odradil teolog Jan Rokycana a zaplacení vysoké jistiny. Smír mezi oběma tábory husity opět stmelil do jedné unie a během několika dní dospěli k vzájemné dohodě o společné výpravě na Moravu, kde operovala vojska vévody Albrechta, zetě krále Zikmunda. Postavení vedoucích sil v zemi však v té době převzaly táborský a východočeský svaz. Pražané spolupracovali s tábory a sirotky až do roku 1434, kdy se (kromě novoměstských radikálů) spojili s kališnickou i katolickou šlechtou, která byla rovněž proti pokračování válek. Tato utrakvisticko-katolická koalice (někdy též zvaná panská jednota) drtivě porazila spojená táborská a sirotčí vojska 30. května v bitvě u Lipan.

## Vliv

### Města ovládaná pražským svazem
Staré Město pražské • Nové Město pražské • Kouřim • Čáslav • Český Brod • Mělník • Litoměřice • Kolín • Litomyšl • Nymburk • Kutná Hora

### Šlechta na straně pražského svazu
Diviš Bořek z Miletínka • Hynek Koldštejnský z Valdštejna •Jan Smiřický • Václav Carda z Petrovic • Čeněk z Vartenberka(dočasně)